# Otočić Ravni Žakan
Otočić Ravni Žakan är en ö i Kroatien.   Den ligger i länet Šibenik-Knins län, i den södra delen av landet, 240 km söder om huvudstaden Zagreb. Arean är 0,39 kvadratkilometer.
Terrängen på Otočić Ravni Žakan är platt. Öns högsta punkt är 23 meter över havet. Den sträcker sig 0,7 kilometer i nord-sydlig riktning, och 0,9 kilometer i öst-västlig riktning.